# نیکی کادن
نیکی کادن (انگلیسی: Nicky Cadden؛ زادهٔ ۱۹ سپتامبر ۱۹۹۶) بازیکن فوتبال اهل بریتانیا است.
از باشگاه‌هایی که در آن بازی کرده است می‌توان به باشگاه فوتبال مادرول اشاره کرد.